# Vivian Trías
Vivian Trías (Las Piedras, Canelones -  30 de mayo de 1922 – 24 de noviembre de 1980) fue un político e historiador uruguayo, perteneciente al Partido Socialista.

## Biografía
Nació el 30 de mayo de 1922 a las 12:30. Hijo de Elvira Eugenia De la María y de Emilio Trías Dupré, su nombre completo fue Vivian Félix Fernando Trías De la María. Cursó la educación primaria en Las Piedras y posteriormente educación secundaria en el Liceo Dámaso Antonio Larrañaga en la ciudad de Montevideo.
En 1946, junto a otros integrantes de la Juventud Socialista, proponen en la asamblea del viejo Club ILDU de Las Piedras, el cambio de nombre del club. Por unas horas dicho club se pasó a llamar Club Juventud Socialista. Posteriormente el nombre fue modificado, quedando en el actual Club Atlético Juventud de Las Piedras. 

## Actividad académica
En el año 1941 comienza sus estudios en la Facultad de Medicina. Luego de cursar algunos años, en 1945 comienza su agregatura en Filosofía. Profesor de filosofía y luego de historia en la enseñanza secundaria, escribió varios importantes y reconocidos ensayos que se inscribieron en una corriente de revisionismo histórico, como "El imperialismo en el Río de la Plata" (1960), "Las montoneras y el Imperio Británico" (1961), "Reforma agraria en el Uruguay" (1962), "Imperialismo y rosca bancaria en el Uruguay" (1972), "Historia del imperialismo norteamericano" en tres tomos (1977) y "Por un socialismo nacional" (1985).

## Actividad política
En 1938, con tan solo 16 años, se afilia al Partido Socialista del Uruguay. En 1956 ingresa a la Cámara de Diputados en sustitución de Mario Cassinoni, electo Rector de la Universidad de la República. Reelecto en 1958, dos años después se transformó en Secretario General del Partido Socialista.
Lideró desde el punto de vista teórico dentro del Partido Socialista una corriente antiimperialista y de influencia marxista-leninista, que fue imponiéndose sobre la visión más socialista democrática del fundador y líder histórico del Partido, Emilio Frugoni. 
José Díaz, en el prólogo del libro Los caudillos, las clases sociales y el imperio, indica que Carlos Real de Azúa en su ensayo "Antología del ensayo uruguayo contemporáneo" hace una ajustada caracterización ideológica de Trías, distinguiéndolo de su maestro, el Dr. Emilio Frugoni, de gran aportación especialmente en la primera mitad de este siglo: "...Trías se parece más, se haya más cercano en modos y temáticas a los movimientos nacionales, populares, agraristas y antimperialistas de los países del Tercer Mundo que de los edulcorados, bien ritmados socialismos europeos en que el socialismo de Frugoni se inspiraba...
"...el socialismo que él (Trías) representa tiende a asumir y, sobre todo, no se apura a descalificar con los rótulos de "bárbaro" "totalitario", "caudillesco" o "militarista", el carácter policlasista y borroso... que muchos empujes antioligárquicos y anticoloniales tienden a presentar en América Latina y otras partes". Y, claro está, el propio Real de Azúa no desconoce los "carriles marxistas" y de clase de Trías, quizás sin percatarse de la profunda relación existente entre el método materialista que con sabiduría maneja nuestro autor y su preclara "asunción" de lo nacional popular..."[cita requerida]
De cara a las elecciones de 1962 alcanzó un acuerdo con la Unión Popular, grupo liderado por Enrique Erro y escindido del Partido Nacional; ello produjo la ruptura definitiva con Frugoni, y electoralmente fue un fracaso. Trías perdió la banca de diputado y en 1963 dejó la Secretaría General del Partido.   
Sin embargo, se mantuvo como líder intelectual dentro del Partido. En 1971, al apoyar la creación del Frente Amplio, sus palabras al respecto fueron: “…El Uruguay está viviendo intensamente su dramática coyuntura. Ha redescubierto el rostro de la tragedia, que se desdibuja desde la guerra civil de 1904. Su pueblo lucha y se organiza. Con el Frente Amplio ha creado el instrumento de su liberación. Desde nuestra óptica, la Revolución Uruguaya pasa por el Frente Amplio, aunque aún haya mucho que unir y organizar en el seno de las clases explotadas…”. 
En esa elección nuevamente fue elegido diputado. En febrero de 1973 vio con esperanza el pronunciamiento militar, en el que se creía encontrar una manifestación de ideas nacionalistas e izquierdistas dentro de las Fuerzas Armadas. Sin embargo, luego se comprobó que ello era falso. Tras el golpe militar de junio de ese año, fue proscripto y destituido de sus cargos docentes, fue detenido en varias oportunidades y recluido en una dependencia militar en la ciudad de San Ramón, departamento de Canelones. 
Falleció en noviembre de 1980, pocos días antes del plebiscito que rechazaría la reforma constitucional propuesta por la dictadura cívico-militar y marcaría el comienzo de su fin.

## Controversias recientes
En el año 2017, los investigadores polacos de origen brasileño Mauro Kraenski y Vladimir Petrilak afirmaron que con base en documentos a los que accedieron, Trías trabajó durante 13 años para el servicio de inteligencia checoslovaco Státní bezpečnost. En el año 2018 el Partido Socialista del Uruguay creó una comisión integrada por historiadores para analizar la documentación disponible y la veracidad de las afirmaciones.

## Obra
Su vasta obra, combinada en libros y artículos periodísticos, fue recopilada por la Cámara de Representantes, donde se conformó la "Comisión Especial de Selección de las Obras de Carácter Doctrinario del profesor Vivián Trías"
- Tomo 1: Los caudillos, las clases sociales y el imperio. Prólogo José Díaz
- Tomo 2: El Imperio Británico en la Cuenca del Plata. Prólogo de Carlos Terzaghi
- Tomo 3: Juan Manuel de Rosas. Prólogo de Alberto Methol Ferré
- Tomo 4: Historia del imperialismo norteamericano - Vol 1. Prólogo de Carlos Machado
- Tomo 4: Historia del imperialismo norteamericano. Vol. 2. Prólogo de Carlos Machado
- Tomo 5: Las vísperas de la dictadura. Prólogo de José Díaz
- Tomo 6: Aportes para un socialismo nacional. Prólogo de Manuel Laguarda
- Tomo 7: La crisis agraria y el socialismo en el Uruguay. Prólogo de Martín Buxedas
- Tomo 8: Uruguay y sus claves geopolíticas. Prólogo de Rubén Cotelo
- Tomo 9: Banca e imperialismo en el Uruguay. Prólogo de Alberto Couriel.
- Tomo 10: Imperialismo en el Uruguay. Prólogo de Guillermo Chifflet
- Tomo 11: Imperialismo y geopolítica en América Latina. Prólogo de José Díaz
- Tomo 12: La Rebelión de las orillas. Prólogo de Carlos Machado.
- Tomo 13: La crisis del imperio. Prólogo de Eduardo Galeano
- Tomo 14: La crisis del dólar y la política norteamericana. Prólogo de Carlos Terzaghi
- Tomo 15: Bolívar. Personajes y episodios. Prólogo de José Barrientos.
- Tomo 16: Tres fases del Capitalismo. Prólogo de Danilo Astori.